# Tour de Suisse 2010
| Endstand      | Endstand                   | Endstand    |
| ------------- | -------------------------- | ----------- |
| Erster        | Fränk Schleck              | 35:02:00 h  |
| Zweiter       | Lance Armstrong            | + 0:12 min  |
| Dritter       | Jakob Fuglsang             | + 0:17 min  |
| Vierter       | Steve Morabito             | + 0:23 min  |
| Fünfter       | Robert Gesink              | + 0:27 min  |
| Sechster      | Tony Martin                | + 0:27 min  |
| Siebter       | Rigoberto Urán             | + 0:33 min  |
| Achter        | Andreas Klöden             | + 0:48 min  |
| Neunter       | Joaquim Rodríguez          | + 1:09 min  |
| Zehnter       | Levi Leipheimer            | + 1:14 min  |
| Punktewertung | Marcus Burghardt           | 50 P.       |
| Zweiter       | José Joaquín Rojas Gil     | 50 P.       |
| Dritter       | Marco Marcato              | 43 P.       |
| Bergwertung   | Mathias Frank              | 49 P.       |
| Zweiter       | Wouter Poels               | 40 P.       |
| Dritter       | Robert Gesink              | 21 P.       |
| Sprintwertung | Mathias Frank              | 16 P.       |
| Zweiter       | Marcus Burghardt           | 15 P.       |
| Dritter       | Francisco Javier Aramendia | 12 P.       |
| Teamwertung   | Team Saxo Bank             | 105:03:40 h |
| Zweiter       | Team RadioShack            | + 4:34 min  |
| Dritter       | Caisse d’Epargne           | + 16:33 min |

Die 74. Tour de Suisse fand vom 12. bis 20. Juni 2010 statt. Das Organisationskomitee der Schweizer Landesrundfahrt gab am 31. Juli 2009 die Etappenorte bekannt.
Die Gesamtlänge der Rundfahrt betrug 1353,1 Kilometer.

## Mannschaften

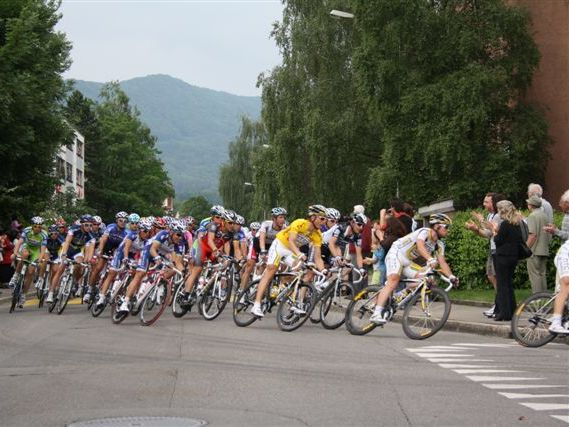
Das Fahrerfeld während der 4. Etappe in Wettingen

Alle 18 UCI-ProTour- und drei UCI-Professional-Continental-Teams wurden zu der Rundfahrt eingeladen. Die Wildcards erhielten das BMC Racing Team, das Cervélo TestTeam und das Vacansoleil Pro Cycling Team.

## Etappen
Die zweite Etappe führte über ein kurzes Stück italienischen Territoriums; die Fahrer überquerten dabei den Simplonpass. Die sechste Etappe war die längste Etappe der Rundfahrt. Auf ihr wurden der Sustenpass, der Oberalppass und der Albulapass überwunden. Die Tour begann in Lugano mit dem Prolog, sie endete mit einem abschliessenden Zeitfahren in Liestal und Umgebung. Erstmals seit Jahren endete keine Etappe mit einer Bergankunft.

### Übersicht
| Etappe    | Tag      | Start und Ziel                 | km    | Typ               | Etappensieger       | Gelbes Trikot     |
| --------- | -------- | ------------------------------ | ----- | ----------------- | ------------------- | ----------------- |
| 1. Etappe | 12. Juni | Lugano – Lugano                | 07,6  |                   | Fabian Cancellara   | Fabian Cancellara |
| 2. Etappe | 13. Juni | Ascona – Sierre                | 167,5 | Bergetappe        | Heinrich Haussler   | Fabian Cancellara |
| 3. Etappe | 14. Juni | Sierre – Schwarzenburg         | 196,6 | Bergetappe        | Fränk Schleck       | Tony Martin       |
| 4. Etappe | 15. Juni | Schwarzenburg – Wettingen      | 192,2 | Flachetappe       | Alessandro Petacchi | Tony Martin       |
| 5. Etappe | 16. Juni | Wettingen – Frutigen           | 172,5 | Bergetappe        | Marcus Burghardt    | Tony Martin       |
| 6. Etappe | 17. Juni | Meiringen – La Punt Chamues-ch | 213,3 | Hochgebirgsetappe | Robert Gesink       | Robert Gesink     |
| 7. Etappe | 18. Juni | Savognin – Wetzikon            | 204,1 | Bergetappe        | Marcus Burghardt    | Robert Gesink     |
| 8. Etappe | 19. Juni | Wetzikon – Liestal             | 172,4 | Flachetappe       | Rui Costa           | Robert Gesink     |
| 9. Etappe | 20. Juni | Liestal – Liestal              | 026,9 |                   | Tony Martin         | Fränk Schleck     |

### 1. Etappe: Lugano – Lugano
|    | Fahrer            | Nation      | Team | Zeit         |
| -- | ----------------- | ----------- | ---- | ------------ |
| 1. | Fabian Cancellara | Schweiz     | SAX  | 10:21:06 min |
| 2. | Roman Kreuziger   | Tschechien  | LIQ  | + 0:01 min   |
| 3. | Tony Martin       | Deutschland | THR  | + 0:03 min   |
| 4. | Peter Sagan       | Slowakei    | LIQ  | + 0:03 min   |
| 5. | Dries Devenyns    | Belgien     | QST  | + 0:09 min   |

### 2. Etappe: Ascona – Sierre
|    | Fahrer            | Nation      | Team | Zeit         |
| -- | ----------------- | ----------- | ---- | ------------ |
| 1. | Heinrich Haussler | Deutschland | CTT  | 4:25:16 h    |
| 2. | Pablo Urtasun     | Spanien     | EUS  | gleiche Zeit |
| 3. | Marco Marcato     | Italien     | VAS  | gleiche Zeit |
| 4. | Óscar Freire      | Spanien     | RAB  | gleiche Zeit |
| 5. | Gerald Ciolek     | Deutschland | MRM  | gleiche Zeit |

|    | Fahrer              | Nation      | Team | Zeit       |
| -- | ------------------- | ----------- | ---- | ---------- |
| 1. | Fabian Cancellara   | Schweiz     | SAX  | 4:35:37 h  |
| 2. | Roman Kreuziger     | Tschechien  | LIQ  | + 0:01 min |
| 3. | Tony Martin         | Deutschland | THR  | + 0:03 min |
| 4. | Dries Devenyns      | Belgien     | QST  | + 0:10 min |
| 5. | Gustav Erik Larsson | Schweden    | SAX  | + 0:11 min |

### 3. Etappe: Sierre – Schwarzenburg
|    | Fahrer         | Nation      | Team | Zeit       |
| -- | -------------- | ----------- | ---- | ---------- |
| 1. | Fränk Schleck  | Luxemburg   | SAX  | 5:02:21 h  |
| 2. | Rigoberto Urán | Kolumbien   | GCE  | selbe Zeit |
| 3. | Bauke Mollema  | Niederlande | RAB  | + 0:03 min |
| 4. | Steve Morabito | Schweiz     | BMC  | + 0:03 min |
| 5. | Matteo Carrara | Italien     | VAS  | + 0:03 min |

|    | Fahrer            | Nation      | Team | Zeit       |
| -- | ----------------- | ----------- | ---- | ---------- |
| 1. | Tony Martin       | Deutschland | THR  | 9:38:04 h  |
| 2. | Fabian Cancellara | Schweiz     | SAX  | + 0:01 min |
| 3. | Thomas Lövkvist   | Schweden    | THR  | + 0:09 min |
| 4. | Rigoberto Urán    | Kolumbien   | GCE  | + 0:10 min |
| 5. | Dries Devenyns    | Belgien     | QST  | + 0:11 min |

### 4. Etappe: Schwarzenburg  – Wettingen
|    | Fahrer                 | Nation     | Team | Zeit         |
| -- | ---------------------- | ---------- | ---- | ------------ |
| 1. | Alessandro Petacchi    | Italien    | LAM  | 4:57:33 h    |
| 2. | Matti Breschel         | Danemark   | SAX  | gleiche Zeit |
| 3. | Marco Marcato          | Italien    | VAS  | gleiche Zeit |
| 4. | José Joaquín Rojas Gil | Spanien    | GCE  | gleiche Zeit |
| 5. | Robbie McEwen          | Australien | KAT  | gleiche Zeit |

|    | Fahrer            | Nation      | Team | Zeit       |
| -- | ----------------- | ----------- | ---- | ---------- |
| 1. | Tony Martin       | Deutschland | THR  | 14:35:37 h |
| 2. | Fabian Cancellara | Schweiz     | SAX  | + 0:01 min |
| 3. | Thomas Lövkvist   | Schweden    | THR  | + 0:09 min |
| 4. | Rigoberto Urán    | Kolumbien   | GCE  | + 0:10 min |
| 5. | Dries Devenyns    | Belgien     | QST  | + 0:11 min |

### 5. Etappe: Wettingen  – Frutigen
|    | Fahrer           | Nation      | Team | Zeit       |
| -- | ---------------- | ----------- | ---- | ---------- |
| 1. | Marcus Burghardt | Deutschland | BMC  | 4:21:23 h  |
| 2. | Martijn Maaskant | Niederlande | GRM  | + 0:02 min |
| 3. | Daniel Oss       | Italien     | LIQ  | + 0:04 min |
| 4. | Robbie McEwen    | Australien  | KAT  | + 0:47 min |
| 5. | Diego Ulissi     | Italien     | LAM  | + 0:47 min |

|    | Fahrer            | Nation      | Team | Zeit       |
| -- | ----------------- | ----------- | ---- | ---------- |
| 1. | Tony Martin       | Deutschland | THR  | 18:57:47 h |
| 2. | Fabian Cancellara | Schweiz     | SAX  | + 0:01 min |
| 3. | Thomas Lövkvist   | Schweden    | THR  | + 0:09 min |
| 4. | Rigoberto Urán    | Kolumbien   | GCE  | + 0:10 min |
| 5. | Dries Devenyns    | Belgien     | QST  | + 0:11 min |

### 6. Etappe: Meiringen  – La Punt
|    | Fahrer            | Nation             | Team | Zeit       |
| -- | ----------------- | ------------------ | ---- | ---------- |
| 1. | Robert Gesink     | Niederlande        | RAB  | 6:20:53 h  |
| 2. | Rigoberto Urán    | Kolumbien          | GCE  | + 0:42 min |
| 3. | Joaquim Rodríguez | Spanien            | KAT  | + 0:42 min |
| 4. | Oliver Zaugg      | Schweiz            | LIQ  | + 0:42 min |
| 5. | Lance Armstrong   | Vereinigte Staaten | RSH  | + 0:42 min |

|    | Fahrer            | Nation      | Team | Zeit       |
| -- | ----------------- | ----------- | ---- | ---------- |
| 1. | Robert Gesink     | Niederlande | RAB  | 25:18:57 h |
| 2. | Rigoberto Urán    | Kolumbien   | GCE  | + 0:29 min |
| 3. | Steve Morabito    | Schweiz     | BMC  | + 0:36 min |
| 4. | Fränk Schleck     | Luxemburg   | SAX  | + 0:38 min |
| 5. | Joaquim Rodríguez | Spanien     | KAT  | + 0:42 min |

### 7. Etappe: Savognin  – Wetzikon
|    | Fahrer            | Nation      | Team | Zeit       |
| -- | ----------------- | ----------- | ---- | ---------- |
| 1. | Marcus Burghardt  | Deutschland | BMC  | 4:52:02 h  |
| 2. | Óscar Freire      | Spanien     | RAB  | + 1:01 min |
| 3. | Greg Van Avermaet | Belgien     | OLO  | + 1:01 min |
| 4. | Manuel Quinziato  | Italien     | LIQ  | + 1:01 min |
| 5. | Luis León Sánchez | Spanien     | GCE  | + 1:08 min |

|    | Fahrer            | Nation      | Team | Zeit       |
| -- | ----------------- | ----------- | ---- | ---------- |
| 1. | Robert Gesink     | Niederlande | RAB  | 30:15:59 h |
| 2. | Rigoberto Urán    | Kolumbien   | GCE  | + 0:29 min |
| 3. | Steve Morabito    | Schweiz     | BMC  | + 0:36 min |
| 4. | Fränk Schleck     | Luxemburg   | SAX  | + 0:38 min |
| 5. | Joaquim Rodríguez | Spanien     | KAT  | + 0:42 min |

### 8. Etappe: Wetzikon  – Liestal
|    | Fahrer                 | Nation     | Team | Zeit       |
| -- | ---------------------- | ---------- | ---- | ---------- |
| 1. | Rui Costa              | Portugal   | GCE  | 4:10:32 h  |
| 2. | José Joaquín Rojas Gil | Spanien    | GCE  | + 0:15 min |
| 3. | Maxime Monfort         | Belgien    | THR  | + 0:19 min |
| 4. | Sandy Casar            | Frankreich | FDJ  | + 0:34 min |
| 5. | Alessandro Vanotti     | Italien    | LIQ  | + 0:34 min |

|    | Fahrer            | Nation      | Team | Zeit       |
| -- | ----------------- | ----------- | ---- | ---------- |
| 1. | Robert Gesink     | Niederlande | RAB  | 34:27:47 h |
| 2. | Rigoberto Urán    | Kolumbien   | GCE  | + 0:29 min |
| 3. | Steve Morabito    | Schweiz     | BMC  | + 0:36 min |
| 4. | Fränk Schleck     | Luxemburg   | SAX  | + 0:38 min |
| 5. | Joaquim Rodríguez | Spanien     | KAT  | + 0:42 min |

### 9. Etappe: Liestal  – Liestal
|    | Fahrer              | Nation             | Team | Zeit       |
| -- | ------------------- | ------------------ | ---- | ---------- |
| 1. | Tony Martin         | Deutschland        | THR  | 32:21 min  |
| 2. | Fabian Cancellara   | Schweiz            | SAX  | + 0:17 min |
| 3. | David Zabriskie     | Vereinigte Staaten | GRM  | + 0:29 min |
| 4. | Gustav Erik Larsson | Schweden           | SAX  | + 0:48 min |
| 5. | Levi Leipheimer     | Vereinigte Staaten | RSH  | + 0:48 min |

|    | Fahrer          | Nation             | Team | Zeit       |
| -- | --------------- | ------------------ | ---- | ---------- |
| 1. | Fränk Schleck   | Luxemburg          | SAX  | 35:02:00 h |
| 2. | Lance Armstrong | Vereinigte Staaten | RSH  | + 0:12 min |
| 3. | Jakob Fuglsang  | Danemark           | SAX  | + 0:17 min |
| 4. | Steve Morabito  | Schweiz            | BMC  | + 0:23 min |
| 5. | Robert Gesink   | Niederlande        | RAB  | + 0:27 min |

## Wertungen im Rennverlauf
Die Tabelle zeigt den Führenden in der jeweiligen Wertung nach der jeweiligen Etappe an.
| Etappe    | Gesamtwertung     | Punktewertung     | Bergwertung        | Sprintwertung              | Teamwertung    |
| --------- | ----------------- | ----------------- | ------------------ | -------------------------- | -------------- |
| 1. Etappe | Fabian Cancellara | Fabian Cancellara |                    |                            | Liquigas-Doimo |
| 2. Etappe | Fabian Cancellara | Heinrich Haussler | Mathias Frank      | Matthias Russ              | Liquigas-Doimo |
| 3. Etappe | Tony Martin       | Heinrich Haussler | Aleksandr Pliuşkin | Matthias Russ              | Team Saxo Bank |
| 4. Etappe | Tony Martin       | Marco Marcato     | Aitor Hernández    | Steve Morabito             | Team Saxo Bank |
| 5. Etappe | Tony Martin       | Marco Marcato     | Aitor Hernández    | Francisco Javier Aramendia | Team Saxo Bank |
| 6. Etappe | Robert Gesink     | Marco Marcato     | Wouter Poels       | Francisco Javier Aramendia | Team Saxo Bank |
| 7. Etappe | Robert Gesink     | Marcus Burghardt  | Mathias Frank      | Mathias Frank              | Team Saxo Bank |
| 8. Etappe | Robert Gesink     | Marcus Burghardt  | Mathias Frank      | Mathias Frank              | Team Saxo Bank |
| 9. Etappe | Fränk Schleck     | Marcus Burghardt  | Mathias Frank      | Mathias Frank              | Team Saxo Bank |

## Preisgelder
Während der Tour werden Preisgelder in Höhe von 163.050 € ausgeschüttet.
| Platzierung   | 1.       | 2.       | 3.      | 4.      | 5.      | Täglich |
| ------------- | -------- | -------- | ------- | ------- | ------- | ------- |
| Gesamtwertung | 18.000 € | 9.000 €  | 4.500 € | 2.250 € | 1.800 € | 300 €   |
| Punktwertung  | 02.000 € | 01.000 € | 0750 €  | –       | –       | 200 €   |
| Bergwertung   | 02.000 € | 01.000 € | 0750 €  | –       | –       | 200 €   |
| Sprintwertung | 02.000 € | 01.000 € | 0750 €  | –       | –       | 200 €   |

| Platzierung         | 1.      | 2.      | 3.      | Anmerkung                            |
| ------------------- | ------- | ------- | ------- | ------------------------------------ |
| Etappenwertung      | 4.000 € | 2.000 € | 1.000 € | gestaffelt bis zum 20. Platz (100 €) |
| Zwischensprints     | 0200 €  | –       | –       | 14 Zwischensprints während der Tour  |
| Bergwertung Kat. HC | 0300 €  | –       | –       | 02 Wertungen während der Tour        |
| Bergwertung Kat. 1  | 0250 €  | –       | –       | 03 Wertungen während der Tour        |
| Bergwertung Kat. 2  | 0200 €  | –       | –       | 02 Wertungen während der Tour        |
| Bergwertung Kat. 3  | 0150 €  | –       | –       | 011 Wertungen während der Tour       |
| Bergwertung Kat. 4  | 0100 €  | –       | –       | keine Wertungen während der Tour     |

Prämiensprints
- Sprint Gemeinde Centovalli: für die ersten drei 500 €, 200 € bzw. 100 €.
- Würth-Prämiensprints: je 300 €, 200 € bzw. 100 € für die ersten drei, bei vier extra Zwischensprints.

## Sturz und Fahrerprotest
Kurz vor dem Ziel der vierten Etappe ereignete sich ein Sturz an der Spitze des Feldes, nachdem die in Führung liegenden Sprinter Mark Cavendish und Heinrich Haussler gleichzeitig von links und rechts vor Gerald Ciolek fuhren und sich ineinander verhakten. In Folge dieses Sturzes mussten Haussler (tiefe Fleischwunde), Arnaud Coyot (Unterarmbruch) und Lloyd Mondory die Rundfahrt aufgeben. Cavendish wurde von der Rennleitung wegen Verlassens der Fahrlinie – was nach Auffassung der Rennleitung den Sturz verursacht habe – auf den letzten Platz der Etappenwertung deklassiert und mit einer Zeitstrafe von 30 Sekunden, einem Abzug von 25 Punkten für die Punktewertung sowie 200 Schweizer Franken Geldstrafe belegt.
Vor dem Start zur nächsten Etappe protestierten Fahrer der Teams Cervélo, Caisse d’Epargne und ag2r La Mondiale mit einer Blockade gegen die Fahrweise von Cavendish.